# 전해리
전해리(1982년 9월 15일~)는 대한민국의 성우로, 2007년 교육방송 성우극회 공채 21기로 입사했다.

## TV 애니메이션 출연 작품
굵은 글씨는 메인 캐릭터.
- 미라큘러스: 레이디버그와 블랙캣 (EBS) - 클로이 부르주아 역
- 정글에서 살아남기 (EBS) - 셀리마
- 세계사 시간여행 (EBS) - 아델
- 엄마 까투리 (EBS) - 세찌
- 고민 있어요 하나 아줌마 (EBS) - 프란시스
- 꼬마돼지 위블리 (EBS) - 스크러피
- 꼬마숙녀 스트로베리 (EBS) - 페퍼민트
- 꼬마잠수함 올리 (EBS) - 미니
- 당찬꼬마 세리 (EBS) - 앵무새
- 돌려라! 시간 나침반 (EBS)
- 띠띠뽀 띠띠뽀 (EBS) - 띠띠뽀
- 리틀 프린세스 (EBS) - 야옹이
- 레인보우 버블젬 (EBS - 블루 사파이어, 샤이램, 화이트골드
- 반짝반짝 발명클럽 (EBS) - 클라라
- 베르사이유의 장미 (EBS) - 자르제 부인 / 소피
- 알쏭달쏭 호기심 마을 (EBS) - 로빈
- 소피 루비 (EBS) - 꼬마 왕자
- 샘샘은 꼬마 슈퍼맨 (EBS) - 야옹
- 숲 속 대장 룰루 (EBS) - 프레다
- 슈퍼와이 (EBS) - 피노키오, 엘라
- 시간탐험대 (EBS) - 용용이
- 신나는 과학 애니메이션 Why? (EBS)
- 아이엠스타 - 미르[1](3,4기)
- 안녕! 루퍼트 (EBS) - 밍
- 어린 왕자 (EBS) - 장미
- 엄마 찾아 삼만리 (EBS)
- 초능력 특공대 (EBS) - 마리앤
- 출동! 슈퍼윙스 (EBS) - 피구, 조이, 보라, 써니, 루비, 민지, 보배
- 칙칙폭폭 처깅턴 (EBS)
- 트리푸톰 (EBS) - 스팅크
- 팅가팅가 이야기 (EBS)
- 페넬로페, 뭐할까? (EBS)
- 피터 팬 (EBS) - 타이거 릴리
- 요술공주 세리 (EBS)
- 요절복통 사총사 (EBS)
- 우리는 긴급구조대 (EBS) - 티파니
- 원더볼즈 (EBS)
- 플라워링 하트(EBS) - 안여린 외 단역
- 몬카트(EBS) - 케이 해리스/이사벨 윈드
- 히어로 써클 (EBS) - 럭키, 도일
- 또봇 V (KBS) - 김연경, 이지혜
- 캐치! 티니핑 (KBS) - 꺼꿀핑
- 슈팅스타 캐치! 티니핑 (재능 TV) - 딩동핑
- 일하는 세포 (애니맥스) - 내레이션
- 명탐정 코난 (애니맥스) - 신미애
- 명탐정 코난 (투니버스) - 정희경, 홍혜영
- 에그보이 코루 (MBC)
- 블레이징 틴스3 (재능TV) - 릴리
- 스위트 프리큐어♪ (대원방송) - 주아윤(미나미노 카나데) / 큐어 리듬
- 윙스 클럽-아이샤
- 중2병이라도 사랑이 하고 싶어 (애니맥스) - 토가시 쿠즈하, 키메라
- 헨리 허글 몬스터 (디즈니 주니어)
- 모두모두쇼 (MBC) - 모모
- 꿈의 왕국 소피 루비 (SBS) - 꼬마 왕자
- 헬로 카봇 유니버스 (SBS) - 아르시노쿵
- 헬로 카봇 리턴즈 (SBS) - 빌드 크루
- 조조조 좀비군(조조좀비) (투니버스) - 이지용
- 메카드볼 (MBC) - 하연수, 베가볼트
- 프린세스 바리 (MBC) - 바리
- 포켓몬스터W (투니버스) - 두루
- 디지몬 고스트 게임 (재능TV) - 요우코몬, 도우몬, 쿠즈하몬

### 극장용 애니메이션
- 더 자이언트(MOVIE)
- 버니 버디 - 샘
- 주토피아 - 주디
- 좀비덤 극장판 진흙괴물을 잡아라 - 모모
- 마이 리틀 포니: 더 무비 - 템페스트 쉐도우

### 기타
- 봉구야 말해줘 (바바 역)(EBS)
- 게임 오버워치 (아테나 역)
- 봉구야 말해줘 2 (성우) (EBS)
- 현대차/기아차 순정 내비게이션 음성안내
- 현대엠엔소프트 지니 넥스트 맵 음성안내

### 외화 드라마 더빙
- 꿈의 질주 (EBS)
- 늑대소녀 살라 (EBS) - 벨로 엄마
- 레슬링 소년 제이스 (EBS)
- 마디타와 리사벳 (EBS)
- 마법사, 롬바르도 (EBS) - 엠마 (율리 상엔베르)
- 마법의 동전 (EBS)
- 말괄량이 삐삐 - 즐거운 무전여행 (EBS)
- 말괄량이 삐삐 - 가자! 해적 섬으로 (EBS)
- 로키 - 실비(소피아 디 마티노)

### 영화 더빙
- 베토벤 (EBS) - 에밀리 (사라 로즈 카)
- 빨간 머리 앤 (EBS)
- 사운더 (EBS)
- 사자왕 형제의 모험 (EBS)
- 산타 버디스 (디즈니 채널) - 로즈버드
- 스페이스 버디 (디즈니 채널) - 로즈버드
- 시끌벅적 마을의 아이들 - 여름 그리고 가을 (EBS) - 샤스틴 (토브 에드펠트)
- 시끌벅적 마을의 아이들 - 겨울 그리고 봄 (EBS) - 샤스틴 (토브 에드펠트)
- 이브는 대단해 (EBS)
- 조니, 카파할라 (EBS) - 밸
- 쥬만지 (EBS) - 주디 (커스틴 던스트) / 어린 세라(로라 벨 번디)
- 칼라의 소망 (EBS)
- 꼬마돼지 베이브 (EBS) - 호겟의 손녀(브리트니 번스)
- 브리트니의 일상탈출 (EBS) - 제시 (코리 잉글리쉬)

### 내레이션 및 더빙

#### 예능/버라이어티
- 걸스 온 탑 시즌2 (MTV) 종료
- 서인영의 스타뷰티쇼 (SBS) 종료
- 여유만만 (KBS) 종료

#### 교양/다큐멘터리 더빙
- 다큐 오늘 (EBS)
- EBS 토론광장 (EBS)
- 과학실험 하와이 (EBS)
- 다큐 2부작 습관 (KBS창원)
- 다큐프라임 - 매를 가진 사람들 (EBS)
- 명의 - 나비의비밀 (EBS)
- 모닝 와이드 (SBS)
- 미래포럼 (EBS)
- 생방송 60분 부모 (EBS)
- 생방송 투데이 (SBS)
- 세계의 아이들 (EBS)
- 소리의 힘 3부작 (TBC)
- 시네마 천국 (EBS)
- 여제를 꿈꾸며 신지애가 간다 (SBS 골프)
- 자연의 세계 (EBS)
- 토크 앤 이슈 (EBS)
- 현장교육 (EBS)
- 현장르포 특종세상 (MBN)
- 다큐 시선 72회 : 행복의 온도 (EBS1)

### 기타 더빙
- 2007 미스코리아 리얼리티 (동아TV)
- 2011 KBS 연기대상 VCR멘트 (KBS)
- 매거진 앤 모어 (동아TV)
- 문화공감 여의도 갤러리 (국회방송)
- 헤네시 아티스트리 (동아TV)
- EBS 영어듣기평가

### 라디오 드라마 더빙
- 고전극장 (EBS)
- EBS 자녀교육이야기 (EBS)
- 책으로 만나는 세상 (EBS) - 오디오북& 코너진행
- 마음의 등불 (국군방송)
- 라디오 소설 봄봄 (EBS FM) - 점순이

### 오디오 드라마 CD 더빙
- 렛다이 (디바) - 제희 엄마
- 벽력왕 (오디언) - 한청연
- 뿌리깊은 나무 (오디언) - 해설
- 사나운 새벽 (오디언) - 베세레스
- 순애보1-문 (디바) - 성휘연
- 시골의사의 아름다운 동행 (오디언) - 부인
- 아일랜드 (오디언) - 쿄이치, 수련
- 어쩐지 좋은일이 생길것 같은 저녁 (오디언) - 지애
- 젊은 베르테르의 슬픔 (오디언) - 로테
- 지구에서 영업중 (오디언) - 시은
- 천자의 나라 (오디언) - 아령
- 채터리부인의 사랑 (오디언) - 채터리
- 파한집 (디바) - 어린 백연
- 하얀 로냐프 강 (오디언) - 이스케, 세렌공주

### 방송 프로 더빙
- KBS 8 아침 뉴스타임 (KBS)
- 생방송 TV 정보쇼 해피데이 (G1) 춘천시 봉의중학교 편

## 가족관계
- 부모님
- 남편
  - 아들,딸